# Пантелија Јуришић
Пантелија Панта Јуришић (Црна Бара, код Богатића, 26. јун 1881 — Београд, 28. децембар 1960) био је српски официр и армијски генерал Југословенске војске.

## Биографија
Рођен је у Црној Бари од оца Живка и мајке Маре. Гимназију је завршио у Београду, а затим 30. класу Ниже школе 1897—1899 и 13. класу Више школе 1903—1905 Војне академије у Београду. Усавршавао се у Немачкој 1906. године, завршио је припрему за генералштабну струку 1910—1912. године.
У чин генералштабног капетана унапређен је 1910. године. У чин пуковника 1. октобра 1915. године, дивизијског генерала 1923. и армијског генерала фебруара 1936. године.
Био је командир вода Моравског артиљеријског пука у Нишу од 1905. до 1911. године, затим помоћник начелника Штаба Дринске дивизијске области у Ваљеву 1912. године. У Балканским ратовима био је помоћник начелника Штаба Дринске дивизије 2. позива у Штабу Приморског кора под Скадром, а затим начелник Штаба Дринске дивизије 1. позива у бици на Брегалници. После демобилизације 1913. године био је начелник Штаба Дринске дивизијске области у Ваљеву.
Током Првог светског рата био је начелник Штаба Дринске дивизије 1. позива, начелник Штаба Моравске дивизије 1. позива 1916—1917, командант коњичке бригаде (1917), начелник Штаба Моравске дивизије.
После рата је између осталог био начелник Обавештајног одељења Главног генералштаба од априла 1921. године и предавао Тактику на Нижој школи Војне академије до краја 1921. године, био војни изасланик у Италији 1921—1923, командант Дунавске дивизијске области у Београду 1929, командант 4. армијске области у Загребу од фебруара 1936. године. Пензионисан је марта 1940. године.
У Априлском рату је реактивиран из резервног састава војске и постављен за команданта ратне 4. армијске области у Загребу. Усташе су га заробиле у Петрињи 10. априла 1941. године. Предат је немачкој војсци и одведен у заробљеништво у логоре Варбург и Нирнберг. Због болести је пуштен у лето 1942. године.
Носилац је више одликовања међу којима су две Карађорђеве звезде са мачевима четвртог степена, Орден Таковског крста, Орден Белог орла, Орден румунске круне, Легије части, Орден италијанске круне и Орден југословенске круне.
Био је ожењен Аном, ћерком Михаила Јовановића, државног саветника. Имали су ћерку Олгу (1909—1993) и сина Михаила (1922—1991).
Преминуо је у Београду 1960. године и сахрањен на Новом гробљу.